# Joey Bishop
Joey Bishop (* 3. Februar 1918 in New York City als Joseph Abraham Gottlieb; † 17. Oktober 2007 in Newport Beach, Kalifornien) war ein US-amerikanischer Entertainer, Schauspieler und Showmaster.

## Biografie

### Kindheit und frühe Jahre
Joey Bishop wurde 1918 als jüngstes von fünf Kindern der polnisch-jüdischen Einwanderer Anna (geb. Siegel) und Jacob Gottlieb in der New Yorker Bronx geboren. Sein Vater war Fahrradmechaniker. Bishop wuchs in South Philadelphia, Pennsylvania, auf. Während des Zweiten Weltkrieges wurde Bishop in die US-Armee eingezogen und stieg bis zum Rang eines Sergeants in den Special Services auf, wo er in Fort Sam Houston in Texas diente.

### Mitgliedschaft im Rat Pack
1952 traf er den amerikanischen Sänger und Schauspieler Frank Sinatra und unterstützte ihn in der Folge bei mehreren seiner Auftritte im Club „Copacabana“ in New York.
Beide wurden enge Freunde und traten zusammen mit den anderen Rat-Pack-Mitgliedern Sammy Davis Jr., Dean Martin und Peter Lawford bei ihren Shows in Las Vegas und in den Filmen des Rat Pack wie Frankie und seine Spießgesellen (1960) oder Die siegreichen Drei (1962) auf. Bishop, der bis zu dessen Lebensende ein Freund von Frank Sinatra war, war eine der wenigen Personen aus dessen Umfeld, der ihn mit bestimmten Dingen aufziehen konnte und auch ungeschoren davonkam. In diesem Zusammenhang ist das folgende Zitat von Bishop berühmt geworden:
“Mr Sinatra will now speak of some of the good things the Mafia has done.” („Herr Sinatra wird nun über einige der guten Dinge sprechen, die die Mafia getan hat.“) Hierbei handelte es sich allerdings um einen Witz Dean Martins aus dem Jahr 1960, den Bishop übernommen und angepasst hatte.

### Tätigkeiten neben dem Rat Pack
Von 1958 bis 1960 war Bishop Stammgast in der TV-Quizshow Keep Talking. Danach spielte er insgesamt vier Jahre in seiner eigenen Sitcom The Joey Bishop Show den Gastgeber einer fiktiven Talkshow. The Joey Bishop Show lief von 1961 bis 1964 auf dem amerikanischen Sender NBC und von 1964 bis 1965 auf dem Sender CBS.
Die Erfahrung aus der The Joey Bishop Show und seine bekannte Fähigkeit zur Improvisation halfen Bishop eine Karriere als realer Gastgeber einer Talkshow zu starten. Zuerst war er in den 1960er Jahren als dauerhafter zweiter Gastgeber neben Jack Paar aktiv, bevor er insgesamt 207 Mal (Rekord) Johnny Carson in dessen legendärer Talkshow ersetzte. Von 1967 bis 1969 moderierte Bishop beim Fernsehsender ABC seine eigene Talkshow, die ebenfalls The Joey Bishop Show hieß.
Neben seiner schauspielerischen Tätigkeit begann Bishop im Jahr 1981 am Broadway in New York das Theaterspielen. Sein erstes Stück hieß Sugar Babies – ein Musical, das eine Verbindung zum Karrierebeginn von Bishop darstellte.

### Die letzten Jahre
Seinen letzten Filmauftritt hatte Joey Bishop im Jahr 1996 im Film Bullet Point, bei dem sein Sohn Larry Regie führte. Allerdings wurde Bishop nicht namentlich als Darsteller genannt.
Am 20. September 1999 verstarb die Frau von Joey Bishop, Sylvia Ruzga, nach langer Krankheit an Lungenkrebs. Joey Bishop starb im Oktober 2007 im Alter von 89 Jahren in seinem Haus in Newport Beach. Nach Joey Bishops und Lauren Bacalls Tod ist Shirley MacLaine das letzte noch lebende Mitglied des Rat Pack.

## Filmografie (Auswahl)
- 1957: Durchbruch bei Morgenrot (The Deep Six)
- 1958: Der Zwiebelkopf (Onionhead)
- 1958: Die Nackten und die Toten (The Naked and the Dead)
- 1960: Frankie und seine Spießgesellen (Ocean’s Eleven)
- 1960: Pepe – Was kann die Welt schon kosten (Pepe)
- 1962: Die siegreichen Drei (Sergeants 3)
- 1963: Die Rache des Johnny Cool (Johnny Cool)
- 1966: Zwei tolle Kerle in Texas (Texas Across the River)
- 1967: Leitfaden für Seitensprünge (A Guide for the Married Man)
- 1967: Was kümmert uns die Bank? (Who’s Minding the Mint?)
- 1986: Delta Force (The Delta Force)
- 1990: Familienehre (Betsy’s Wedding)
- 1996: Bullet Point (Mad Dog Time)